# 毛叶腰骨藤
毛叶腰骨藤（学名：Ichnocarpus frutescens f. pubescens）为夹竹桃科腰骨藤属腰骨藤下的一个变型。

## 扩展阅读
- 維基物種上的相關：毛叶腰骨藤